# Omar El-Hag
Omar El-Hag (* 24. Januar 1994 in Herzberg am Harz) ist ein ehemaliger deutscher Boxer im Bantamgewicht.

## Boxkarriere
El-Hag trainierte beim Berliner TSC, wurde 2011 Deutscher Jugendmeister im Fliegengewicht und 2012 Deutscher Jugendmeister im Bantamgewicht, sowie 2013 Deutscher Meister der U21 im Leichtgewicht und 2014 Deutscher Meister der U21 im Bantamgewicht.
Bei den Erwachsenen wurde er 2014 und 2016 jeweils Deutscher Vizemeister im Bantamgewicht, sowie 2018 Deutscher Vizemeister im Federgewicht. Er vertrat Deutschland bei der Europameisterschaft 2013 in Minsk (Achtelfinale), der Europameisterschaft 2015 in Samokow (Achtelfinale), der Europaspiele 2015 in Baku (Viertelfinale), der europäischen Olympiaqualifikation 2016 in Samsun (Achtelfinale) und der Weltmeisterschaft 2017 in Hamburg (Viertelfinale).
Darüber hinaus boxte er 2014 für das Team Germany in der World Series of Boxing und für Hertha BSC in der 1. Bundesliga.
2019 wurde er noch Deutscher Meister im Federgewicht.